# Eugen von Loë
Eugen Maximilian Freiherr von Loë (* 25. Oktober 1839 auf Burg Wissem; † 30. November 1911 Siegburg) war von 1867/69 bis 1904 königlich preußischer Landrat des Siegkreises.

## Leben

### Herkunft
Als Abkömmling des dem westfälischen Uradel angehörenden Adelsgeschlechtes von Loë wurde Eugen als Sohn des Rittergutsbesitzers und Landrates Freiherr Clemens von Loë und der Therese geborene Freiin von Weichs zur Wenne geboren. Sein Vater hatte im Jahr 1833 Haus Wissem in Troisdorf erworben und dort 1840 ein neues Herrenhaus aufführen lassen. Nach dem Besuch der Rheinischen Ritterakademie in Bedburg studierte er in Bonn und Heidelberg Rechtswissenschaften. Nach seiner Militärzeit, die er 1858/59 als Einjährig-Freiwilliger bei dem Königs-Husaren-Regiment Nr. 7 in Bonn absolvierte, versuchte Eugen von Loë zweimal erfolglos das Auskultatorexamen vor dem Kammergericht abzulegen (6. Mai bzw. 9. Dezember 1862), eine erneute Prüfungszulassung erhielt er nicht.

### Landrat des Siegkreises
Nach der Umsetzung des bisherigen Landrats des Siegkreises, Franz Wülffing, wurde das Amt zunächst von Eugens Vater, Clemens Freiherr von Loë vertretungsweise und in der Folge durch Gottfried Vinzenz von Brewer im Auftrag der Regierung versehen. Während der Amtszeit von Brewers erhielt von Loë am 26. Juni 1867 seine Ernennung zum Landrat des Siegkreises, unter dem Vorbehalt der erforderlichen Prüfung. Bis zu seiner definitiven Bestallung am 9. Juni 1869 fungierte Maximilian Allert auftragsweise als Landrat, von Loë trat die Nachfolge am 7. Juli 1869 an. Mit dem 15. Dezember 1904 ging er auf eigenen Antrag, zum 1. Januar 1905, in den Ruhestand. Eugen von Loë war Mitglied der Deutschen Zentrumspartei.

### Familie
Eugen von Loë heiratete am 30. Juni 1887 in Bonn Maria Anna Freiin von Locquenghien (* 13. März 1859 in Schönebeck (Elbe); † 25. Oktober 1945 in Lindlar), eine Tochter des Generalleutnants Freiherr Theodor von Locquenghien (1826–1895) und der Therese geborene Gräfin zu Stolberg-Stolberg. Kurz nach dem Deutsch-Französischen Krieg ließ von Loë für seine Familie in Siegburg an der Ecke der Ring- zur Alleestraße ein dreiflügeliges Wohnhaus errichten, das bis um die Jahrhundertwende auch das Landratsamt aufnahm. Nach dem Zweiten Weltkrieg wurde das Haus zu Gunsten des Neubaus des Mädchengymnasiums abgerissen.

### Ehrungen
- Charakterisierung als Geheimer Regierungsrat (15. Dezember 1890)